# 阿爾馬城 (明尼蘇達州)
阿爾馬城（英語：Alma City）是位於美國明尼蘇達州沃西卡縣奧爾頓鎮區及弗里德姆鎮區的一個非建制地區。

## 歷史
阿爾馬城於1865年成立，得名自一早期定居者的女兒阿爾馬·希爾斯（Alma Hills）。阿爾馬城的郵局於1870年設立，其後於1957年停運。

## 地理
阿爾馬城所處的海拔為高於海平面324米（即1063英呎），而該地所採用的時區為UTC-6，即北美中部時區（CST）。同時該地設有夏令時間，為UTC-6調快一小時，即UTC-5（CDT）。